# جناح جبرائيل (كتاب)
جناح جبرائيل هو كتاب شعري فلسفي من تأليف العلامة محمد إقبال عام 1935.

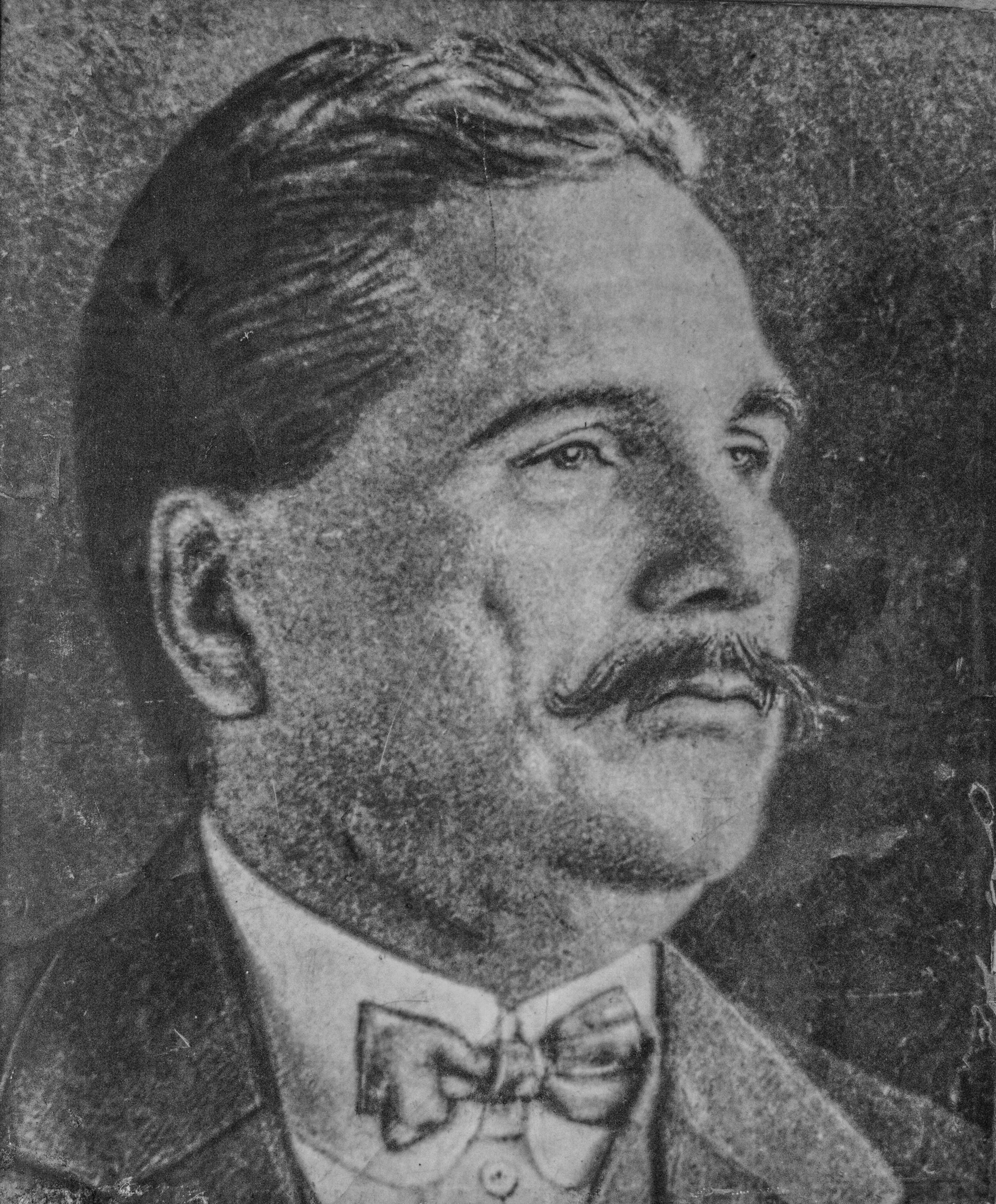
العلامة الدكتور محمد إقبال

## المقدمة
أول كتاب شعري لإقبال باللغة الأردية، نداء الجرس المُسير (1924)، تبعه جناح جبريل في عام 1935 وضرب الكليم في عام 1936. يُعتبر "جناح جبرائيل" ذروة الشعر الأردي لإقبال. وهو يتألف من الغزليات والقصائد والرباعيات والمقتطفات، وينصح بتربية الرؤية والفكر اللازمين لتعزيز الإخلاص والإيمان الراسخ في قلب الأمة الإسلامية وتحويل أعضائها إلى مؤمنين حقيقيين.
وقد تم تأليف بعض هذه الأبيات عندما زار إقبال بريطانيا وإيطاليا وفلسطين وفرنسا وإسبانيا وأفغانستان، بما في ذلك واحدة من أشهر قصائد إقبال قصيدة مسجد قرطبة.[بحاجة لمصدر]
يحتوي العمل على 15 غزلًا صوفيًّا و 61 غزلًا عامًّا و 22 رباعية تتناول الأنا والإيمان والحب والمعرفة والعقل والحرية. يستذكر إقبال مجد المسلمين في الماضي عندما يتعامل مع المشاكل السياسية المعاصرة.
| مقدمة ؛الجزء الأول من القصائد - شعلةٌ تشتعل قرب عرشه - إن ضلّت النجوم طريقها - خصلات شعرك لامعة، فأضيئها أكثر - روحٌ حرةٌ أملكها، ولا أطلب لها مديحًا - ما فائدة الحب والحياة زائلة؟ - إن عاد ترابُي المتناثر إلى قلب - العالمُ مقلوبٌ رأسًا على عقب؛ والنجومُ تدورُ بعنف - يا حاملَ الكأس! كرر لي خمرَ حبِّك - لقد محا ربي الهوةَ بين عالمه وعالمي - نارٌ تلتهمُ من أجلك - ألا تذكر نشوة قلبي الأولى؟ - عندما تتفتح الأزهارُ في زهرٍ ياقوتيّ - قدرتي على عزف الموسيقى - كنتُ أعتقدُ أن ميداني تحتَ سماءٍ مرصعةٍ بالنجوم - العقلُ إما مُنيرٌ، أو يبحثُ عن براهين - يا رب! هذا العالم لكَ له وجهٌ فاتن. ؛ الجزء الثاني من القصائد - الذاتية تُبدد سحر هذا العالم. - من يُغني هذه الأغنية المؤثرة، مُبتهج الروح. - السر الإلهي الذي علّمني إياه نشوتي. - يا أرضٌ لا تُحصى الألوان. - ما زلتَ مُقيّدًا بالمنطقة. - الدرويش، في حريته. - الأزهار عادت مُزهرةً مُشرقةً. - يُولد المسلمون بموهبة السحر والإقناع. - الحب هو الذي يُضفي الدفء على موسيقى الحياة. - بقلبٍ لا يعرفه اللهب. - اللسان والقلب. - هؤلاء الحوريات الغربيات. - القلب المُستنير سماوي. - الذاتية جريئةٌ في السلطة، لكنها بلا كبرياء. - القائد لا يستحق. - اخترقتني رياح الشتاء كسيفٍ حاد. - هذا العالم القديم. - طريق الزهد هو. - العقل ليس بعيدًا. - الذاتية محيطٌ لا حدود له. لا يُسبر غوره - همس لي نسيم الصباح سرًا - رؤيتك ويديك مقيدتان، مقيدتان بالتراب - الكنز الوحيد الذي يملكه العقل هو المعرفة - عرش الإسكندر المصقول - أنت لست للأرض - قيد الفضاء - وهبني العقل عين الحكماء - أخيرًا استُثيرت شكواي - الشمس والقمر والنجوم - لكل شيء دافع - هل هي معجزة؟ - لماذا أسأل الحكماء عن أصلّي؟ - عندما يُعلّم حب الله الوعي بالذات - استكشف أسرار القدر، كما فعلتُ أنا - هذا الشوق العارم - ليكن عقلك قريبًا من الطبيعة - يا للأسف! هؤلاء رجال الكنيسة والجامع معروفون - العقل ابتكر سحر العصور الغابرة من جديد - وراء النجوم هناك - الغرب يسعى لجعل الحياة وليمة أبدية - الذات قوة جبرائيل - هل نضارة الفكر؟ - كما في مرآة - يفتقر الصوفيون إلى النار، والشغف الذي يستهلك - كان الحدس في الغرب بارعًا في قوته - اقطع عقدة غورديان - ولا قوة الملوك - عوالم جديدة لن يغزوها - انهض! ينادي البوق! حان وقت الرحيل! - تجاوز الهلال - لا تنشغلوا بفجر الليل والنهار - ملاعب الشجاعة - سلمان العذب - ملوك وتيجان وجيوش - مقطع: قد لا يكون الأسلوب نابضًا بالحياة، ولكنه لا يزال ؛رباعيات - كل خمر قوية قد فُرغت من برميلك - اجعل قلوبنا مقاعد رحمة ومحبة - غربة هي الطرق في الحرم المقدس - يا موجة! انغمسوا في البحار المظلمة - هل أنا مقيد بالفضاء، أم خارجه؟ | - كنتُ في عزلة الذات الضائعة. - حيرةٌ هي طبيعة حبي لك. - يبقى الإيمان في النار، كإبراهيم. - راقب أنغام أغنية الزنبق: - طبيعتي كنسيم الصباح العليل. - نبض قلبٍ لا يهدأ، في كل ذرة. - رؤيتك ليست ساميةً، أثيرية. - لا ينجو المسلم ولا قوته. - الذات في عالم البشر نبوة. - عيناك مشتتان بطرقٍ لا تُحصى. - جمال الحب الصوفي يتشكل في الأغنية. - أين روح حياتي المتحركة؟ - لستُ مطاردًا، ولا مسافرًا. - صدرك فيه نفس. ليس له قلب - أنت طاهر الفطرة، وطبيعتك نور - فقد المسلمون شغف الحب الذي كان لديهم - اغزو العالم بقوة الذات - قطرات الندى تتلألأ على الزهور التي تتفتح في الربيع - العقل ليس إلا مصباحًا على جانب الطريق يُعطي - امنح الشباب، يا رب، حبي الشديد لك - أنت عالم الطيور والوحوش، يا رب! - شكرًا لك، يا رب، فأنا لستُ بلا موهبة - هو جوهر عالمي الفضاء والروح - الحب أحيانًا تائه في الغابة - الحب أحيانًا يبحث عن عزلة التلال - امنحني استيعاب أرواح الماضي - كان أبو الحسن هو من أكد الحقيقة - هذا العقل لا يعرف الخير من الشر - أن تكون إلهًا يعني القيام بملايين المهام - فالإنسان إذن هو السيد القوي للأرض والبحار! - روح الصوفي كنسيم الصباح - انقضى ذلك الدم النقيّ - حركة الأيام والليالي أبدية، سريعة - مرتد الذات هو حياة العقل - جسدك لا يعرف أسرار قلبك - بيت: أُلقي إقبال مرةً في حديقة في الربيع ؛قصائد - دعاء - مسجد قرطبة - إسبانيا - دعاء إلى طارق - لينين أمام الله - أنشودة الملائكة - نشوة - إلى جاويد إقبال - التسول - الملا والجنة - الكنيسة والدولة - الأرض لله - إلى شاب - نصيحة - الزهرة البرية - إلى الساقي - هذا العصر - الـ الملائكة تُودّع آدم - استقبلت روح الأرض آدم - الرومي وإقبال - جبريل والشيطان - الأذان - الحب - رسالة النجم - إلى جاويد - الفلسفة والدين - رسالة من أوروبا - عند قبر نابليون - إلى فلاح البنجاب - [[محمد نادر شاه أفغانستان - حلم التتار - عوالم متباعدة - سينما - إلى بير البنجاب - الانفصال - الدير - التماس الشيطان - النسر - التلميذ المتمرد - مقطع: لا تقايض ذاتك بالفضة والذهب - مقطع: حثّ المرشد تلاميذه ذات مرة |

## طالع أيضًا
- قصيدة مسجد قرطبة

## ملحوظات
1. ↑  "Iqbal's works". Iqbal Academy Pakistan. مؤرشف من الأصل في 2014-08-17. اطلع عليه بتاريخ 2006-03-23.
2. "Bal-i-Jibril, translated by Naeem Siddiqui". Iqbal Academy Pakistan. مؤرشف من الأصل في 2024-10-13.

## قراءة إضافية
- شيميل، آن ماري (1963). جناح جبرائيل: دراسة في الأفكار الدينية للسير محمد إقبال . أرشيف بريل.(ردمك 969416012X)رقم ISBN 969416012X .

## روابط خارجية
اقرأ على الإنترنت
- "Bal-i-Jibril". Iqbal Academy Pakistan.
- "Bal-i-Jibril". Iqbal Cyber Library.
- "Gabriel's Wing, English translation of Bal-i-Jibril by Naeem Siddiqui". Iqbal Academy Pakistan.

أكاديمية إقبال، باكستان
- "Homepage". Iqbal Academy Pakistan. مؤرشف من الأصل في 2014-02-21. اطلع عليه بتاريخ 2006-03-10.